# مايك بليسدل
مايك بليسدل هو لاعب هوكي جليد كندي، ولد في 18 يناير 1960 في موسجاو في كندا.

## وصلات خارجية
- مايك بليسدل على موقع دوري الهوكي الوطني (الإنجليزية)
- مايك بليسدل على موقع قاعة مشاهير الهوكي (لاعب أن.إتش.أل) (الإنجليزية)
- مايك بليسدل على موقع EliteProspects.com (الإنجليزية)
- مايك بليسدل على موقع HockeyDB.com (الإنجليزية)
- مايك بليسدل على موقع Hockey-Reference.com (الإنجليزية)